# Monastyr Sucevița

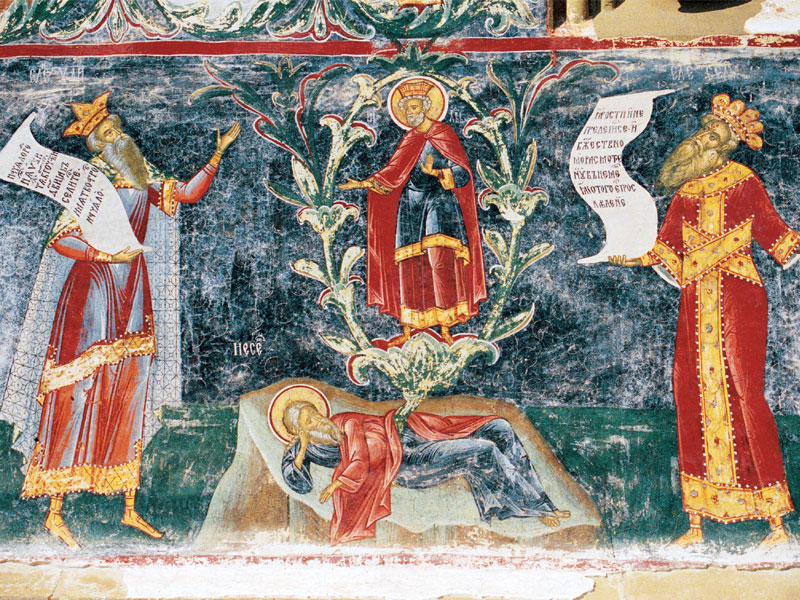
Fragment fresku Drzewo Jessego na południowej elewacji cerkwi – Jesse z wyrastającym mu z brzucha pniem drzewa, ponad nim król Dawid, po bokach prorocy

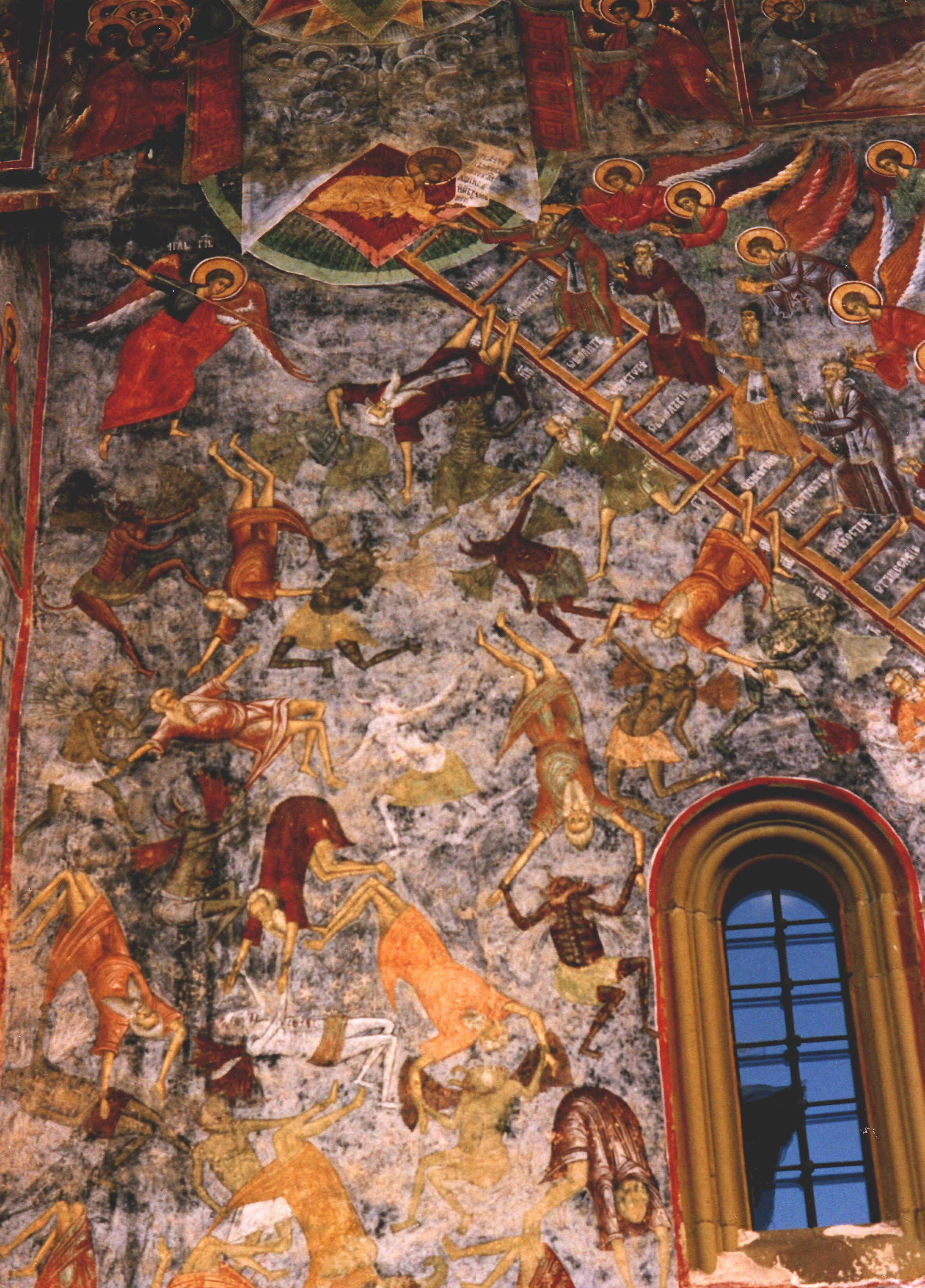
Fragment fresku Drabina cnót na północnej elewacji cerkwi

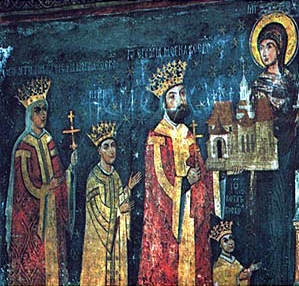
Obraz wotywny z hospodarem Jeremim Mohyłą wewnątrz cerkwi

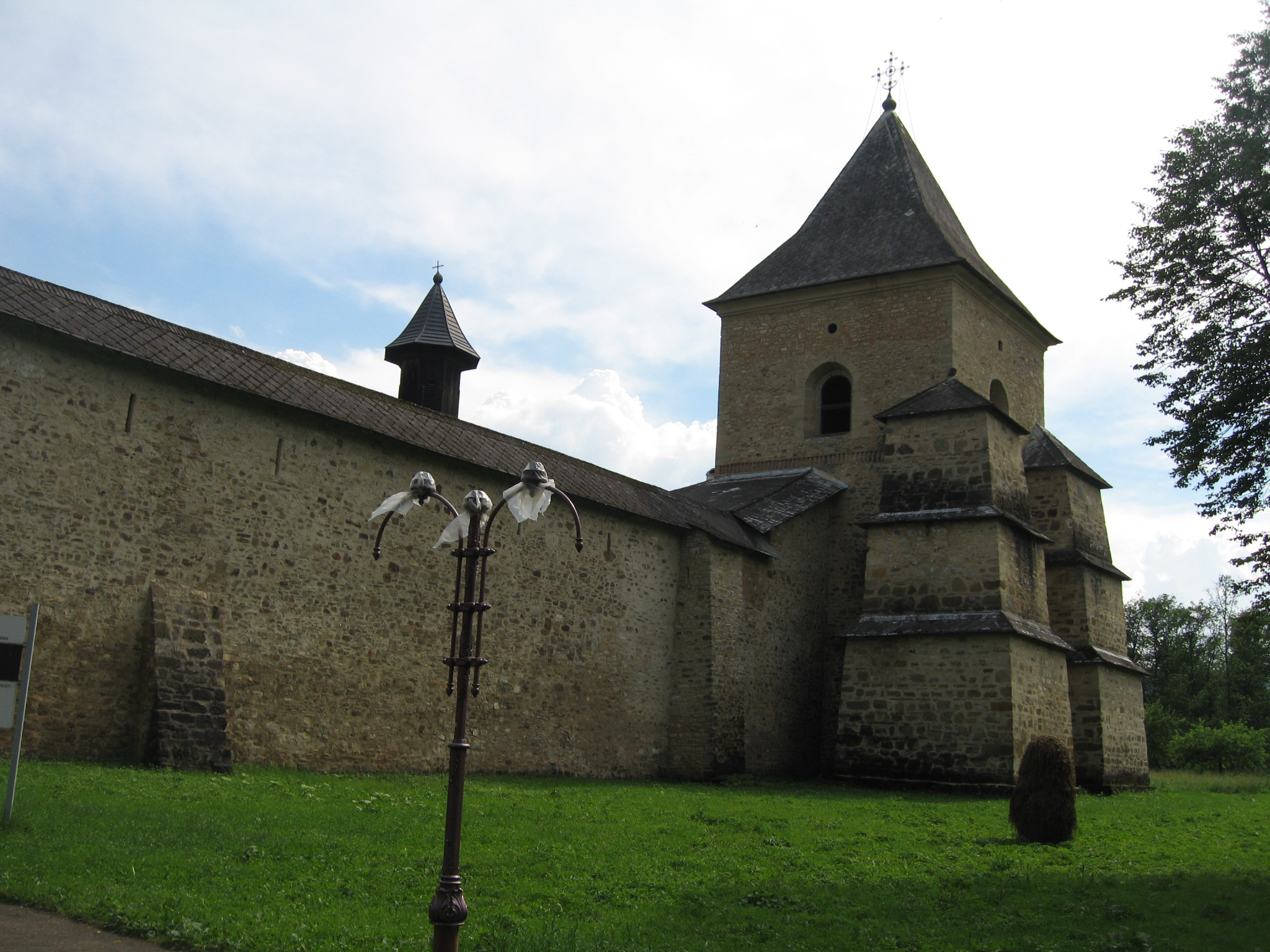
Mury obronne i narożna baszta monastyru

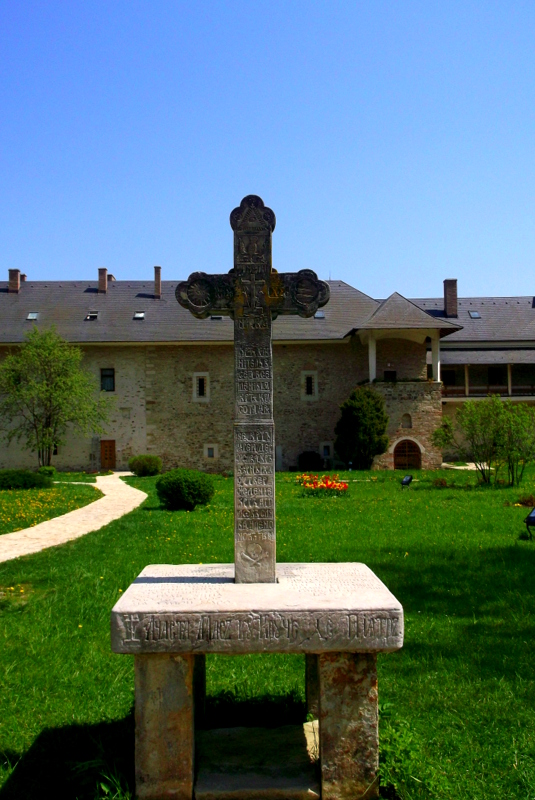
Krzyż na dziedzińcu klasztornym

Monastyr Sucevița – obronny monastyr z malowaną cerkwią pod wezwaniem Zmartwychwstania znajdujący się w miejscowości Suczawica w Rumunii, położonej na Bukowinie. Cerkiew jest jedną z ostatnich malowanych cerkwi Bukowiny, w 2010 r. wpisano ją na listę światowego dziedzictwa UNESCO.

## Historia
Monastyr został ufundowany przez przedstawicieli rodu Mohyłów: Jeremiego i Szymona (przyszłych hospodarów) oraz Jerzego (przyszłego metropolitę mołdawskiego) w latach 80. XVI w., a następnie – w okresie zasiadania kolejnych Mohyłów na mołdawskim tronie hospodarskim (od 1595 r.) – stopniowo rozbudowywany. W tym okresie zbudowano wokół niego potężne mury z narożnymi basztami, a samą cerkiew ozdobiono freskami zewnętrznymi (1595–1596), których autorami byli malarze Sofronie i Ion. W ten sposób Mohyłowie próbowali zaakcentować potęgę swojej rodzącej się dynastii, nawiązując do podobnych fundacji swoich poprzedników (liczne fundacje monastyrów to dzieła Aleksandra Dobrego, Stefana Wielkiego czy Piotra Raresza; za panowania tego ostatniego, pół stulecia wcześniej, wykonano całą serię malowideł zewnętrznych na ścianach cerkwi). 
Podczas wojny z Turcją monastyr w 1690 r. zajęły oddziały polskie pod dowództwem chorążego Nikodema Żaboklickiego.

## Architektura cerkwi
Cerkiew zbudowana jest na planie trójkonchowym, z pewnym odchyleniem od tradycyjnego orientowania. Składa się z nawy, komory grobowej (nad którą znajduje się skarbiec), dwukopułowego przednawia oraz przedsionka, oświetlonego dużymi oknami. Charakterystyczny element (rzadko spotykany na Bukowinie) stanowią dobudowane od północy i południa do przedsionka arkadowe ganki, przez które prowadzą wejścia do cerkwi.

## Freski
Freski cerkwi stanowią ostatni tak monumentalny zespół malowideł zewnętrznych w regionie. Zachowały się one w bardzo dobrym stanie, także na ścianie północnej, zazwyczaj zniszczonej wskutek wiatrów wiejących najczęściej z tego kierunku. Na tej właśnie elewacji znajduje się wielka scena drabiny cnót według św. Jana Klimaka, na której symbolicznie przedstawiono drogę cnót niezbędnych do zbawienia – wspinających się po drabinie wspomagają aniołowie, natomiast każdy upadek na którymkolwiek szczeblu (każdy symbolizuje jedną z cnót wymienionych przez św. Jana) wykorzystują diabły do ściągnięcia człowieka w czeluść piekielną. Obok drabiny cnót, w pobliżu północnego ganku, przedstawiono także żywot św. Jana Klimaka.
W części wschodniej cerkwi, obejmującej zewnętrzne ściany apsyd w wąskie pionowe nisze ozdabiające elewacje wkomponowane są w kilku szeregach liczne postacie tzw. „hierarchii niebiańskiej”. W głównej osi apsydy ołtarzowej od góry znajdują się kolejno przedstawienia Boga Ojca (jako „Starca Dni”), Jezusa Chrystusa, Marii z Dzieciątkiem, scena Deesis oraz Chrystus jako Baranek Boży. Na boki od tej osi ciągną się liczni aniołowie, prorocy, Ojcowie Kościoła, święci, męczennicy. Na samym dole centralnego pionu znajduje się Jan Chrzciciel w nowym wcieleniu, niosący swą własną odciętą głowę.
Centralne miejsce południowej ściany, podobnie jak w większości cerkwi, zajmuje wielka scena Drzewa Jessego. Odnaleźć tu można m.in. pogańskich filozofów, którzy wywarli wpływ na średniowieczną myśl chrześcijańską (Pitagorasa, Sofoklesa, Platona, Arystotelesa, Solona, a nawet Sybillę). Bliżej wejścia na tej samej ścianie znajduje się Akatyst ku czci Bogurodzicy przedstawiony w ponad dwudziestu scenach odpowiadających każdej części hymnu.
Przylegający do południowej ściany otwarty ganek arkadowy ozdobiony jest malowidłami wewnątrz – znajdują się tutaj sceny z Apokalipsy św. Jana, szczególnie zaakcentowana jest główna scena czyli Janowe widzenie nieba w czasach ostatecznych. W czterech rogach widnieją dalsze sceny apokaliptyczne, m.in. znaki na niebie i ziemi – opadanie gwiazd, czerwone Słońce, spadanie gór do morza, otwartą księgę, przybycie sprawiedliwych, jeźdźców Apokalipsy (widniejąca wśród nich śmierć jest klasyczna, z kosą, natomiast dwóch innych jeźdźców przedstawiono w ubiorach tureckich, co stanowi jasne świadectwo sposobu postrzegania zagrożenia osmańskiego). Wzdłuż kolumn podtrzymujących arkady widnieją trąby Apokalipsy. W północnym ganku znajdują się malowidła przedstawiające sceny z Genesis. 
Zachodnia ściana cerkwi (zresztą przecięta oknami) jest pozbawiona malowideł.
Malowidła wewnętrzne cerkwi prezentują klasyczny schemat dla cerkwi bukowińskich. Szczególnie monumentalna jest scena Sądu Ostatecznego przedstawiona w przedsionku. Co nietypowe, nie przedstawiono tutaj na najwyższym poziomie „Starca Dni”, a jedynie samo zwijane niebo ze znakami zodiaku. Jedynym elementem zakłócającym scenę jest portal wejściowy do przednawia, w którym można zauważyć wpływy sztuki muzułmańskiej. Nad przedsionkiem króluje przedstawienie Marii z Dzieciątkiem wykonane w centrum kopuły wieńczącej pomieszczenie. Z kolei w przednawiu znajdują się dwie kopuły – w pierwszej znajduje się Chrystus, zaś w drugiej Trójca Święta biesiadująca u Abrahama. Na ścianach poniżej odnaleźć można sceny przedstawiające sobory ekumeniczne, a także typowy „kalendarz” (święci i męczennicy, ułożeni wedle porządku świąt). W pomieszczeniu grobowym, zawierającym nagrobki Mohyłów, znajdują się freski przedstawiające żywot Mojżesza. W nawie, oprócz klasycznych malowideł liturgicznych (związanych głównie z Pasją), znajduje się cenny obraz wotywny przedstawiający członków rodu Mohyłów.

## Zabudowania monastyru
W zabudowaniach klasztornych przylegających do czworoboku murów obronnych otaczających cerkiew znajduje się muzeum. Do jego najcenniejszych eksponatów należą ikony (najstarsze z XVI w.), przedmioty liturgiczne, gobeliny (m.in. przedstawiające braci Mohyłów) oraz księgi. Potężne mury obronne wyposażone są w cztery baszty narożne oraz wieżę bramną, od strony północnej.